# Marcel Mattheessens
Marcel Mattheessens (Antwerpen, 27 september 1936) is een Belgisch componist, muziekpedagoog en dirigent.

## Levensloop
Mattheessens begon op 9-jarige leeftijd met de muziekstudie solfège, piano, harmonieleer bij Frans Corneel D'Haeyer aan de Muziekacademie Hoboken. In 1955 werd hij onderwijzer en begon zijn loopbaan in het onderwijs. Hij studeerde ondertussen verder muziek, eerst privé met Karel De Schrijver, die zijn interesse voor de blaasmuziek wist te wekken. 
Verder studeerde hij aan het Koninklijk Vlaams Conservatorium te Antwerpen en aan het Koninklijk Conservatorium te Brussel. Zijn leraren waren I. Mortelmans (harmonieleer), Jacqueline Fontyn en Jean Louël (contrapunt), Marcel Quinet en Jan Decadt (fuga) en Willem Kersters (compositie). Hij behaalde eerste prijzen van harmonie, contrapunt en fuga.
In 1969 stapte hij over van het dagonderwijs naar het muziekonderwijs en werd oprichter en directeur van de Gemeentelijke Muziekschool te Bornem. In 1972 wisselde hij als directeur aan de Stedelijke Academie voor Muziek en Woordkunst, Berchem (Antwerpen) en bleef in deze functie tot 1996. In 1978 werd hij docent praktische harmonie aan het Koninklijk Vlaams Conservatorium te Antwerpen en docent muziekanalyse bij de dirigentencursus der provincie Oost-Vlaanderen (1981-1983). 
Hij werd dirigent van het Harmonieorkest "De Werker", Antwerpen en de Socialistische Harmonie "Arbeid Adelt", Puurs. 
Als componist schreef hij vooral werken voor harmonie- en fanfareorkest en kamermuziek.

## Composities

### Werken voor harmonie- en fanfareorkest
- 1973 Half-time mars
- 1978 Afro-Cuban Fresco  (verplicht werk in de ere-afdeling op het provinciaal tornooi van Brabant 1978)
- Flanders' Folklore
- Inventies op een Negerlied (verplicht werk in de 3e afdeling op het provinciaal tornooi van Brabant 1981)
- Sinfonia in Blue
- The Supercup
- Three Soundtracks

### Kamermuziek
- 6 Evocazioni a 2 voci
- Brasses in the spots, voor vier trompetten
- Bugling at the Ballroom, voor altsaxofoon en piano
- Drie kleine Kopergravures, voor vier trompetten
- Improvisation in Brass, voor vier trompetten
- Music-Hall, voor altsaxofoon, dwarsfluit, klarinet en Piano
- Pentatonic Festivalmarch, voor dwarsfluit en piano
- Senza complicazione, voor koperinstrument en piano
- The proud bugler, voor bugel en piano

### Vocale muziek

#### Liederen
- Vriendschapslied, voor zangstem en piano - tekst: R. DeCnodder

### Solostukken voor blazers
- Bolero Theme
- Chorale en Variations
- Junior's Distraction
- Short Habanera
- Transfigurations

### Pedagogische werken
- Notenleerlessen 1, 2 en 3

## Publicaties
- Podium '80 - Kleine geïllustreerde bibliografie van Belgische componisten werkzaam op het gebied van de Blaasmuziek, Socialistisch Centrum voor Amateuristische Kunstbeoefening (SOCAK), 1982.